# Ifranes flygplats
Ifranes flygplats är en flygplats vid staden Ifrane i Marocko.   Den ligger i provinsen Ifrane och regionen Fès-Meknès, i den nordöstra delen av landet, 170 km öster om huvudstaden Rabat. Ifranes flygplats ligger 1 663 meter över havet.